# Consentimento dos governados
Na filosofia política, o consentimento dos governados refere-se à ideia de que a legitimidade e o direito moral de um governo de usar o poder do Estado são justificados e legais somente quando consentidos pelo povo ou pela sociedade sobre a qual esse poder político é exercido. Essa ideia de consentimento é historicamente contrastada com o direito divino dos reis e tem sido frequentemente invocada contra o colonialismo. O Artigo 21 da Declaração Universal dos Direitos Humanos das Nações Unidas de 1948 declara que "A vontade do povo será a base da autoridade do governo". 

## História
Talvez a primeira expressão de "consentimento dos governados" apareça nos escritos do padre católico escocês e frade franciscano Duns Scotus, que propôs isto na sua obra Ordinatio na década de 1290. Os longos escritos de Scotus sobre teologia ofuscaram em grande parte esta notável contribuição que ele fez à teoria política inicial. Acredita-se que esses escritos influenciaram a Declaração de Arbroath em 1320. 
Em seu livro de 1937, "A History of Political Theory" (Uma história da teoria política), George Sabine coletou as opiniões de muitos teóricos políticos sobre o consentimento dos governados. Ele observa a ideia mencionada em 1433 por Nicolau de Cusa na "De Concordantia Catholica". Em 1579, foi publicado um influente tratado huguenote "Vindiciae contra tyrannos", que Sabine parafraseia: "O povo estabelece as condições que o rei é obrigado a cumprir. Portanto, eles são obrigados à obediência apenas condicionalmente, ou seja, ao receber a proteção de um governo justo e legal …o poder do governante é delegado pelo povo e continua apenas com o seu consentimento." Na Inglaterra, os niveladores também aderiram a este princípio de governo. 
John Milton escreveu: " poder dos reis e dos magistrados nada mais é do que aquilo que é apenas derivado, transferido e confiado a eles em confiança pelo povo, para o bem comum de todos eles, em quem o poder ainda permanece fundamentalmente, e não pode ser tirado deles, sem violação de seu direito natural de nascença." 
Da mesma forma, Sabine observa a posição de John Locke em Ensaio sobre a compreensão humana: "[O poder cívico] não pode ter nenhum direito, exceto quando este deriva do direito individual de cada homem de proteger a si mesmo e à sua propriedade. O poder legislativo e executivo usado pelo governo para proteger a propriedade nada mais é do que o poder natural de cada homem renunciado às mãos da comunidade... e é justificado apenas porque é uma maneira melhor de proteger o direito natural do que a auto-ajuda a que cada homem tem naturalmente direito." 
Contudo, com David Hume ouve-se uma voz contrária. Sabine interpreta o ceticismo de Hume observando que "Em todo o mundo político, governos absolutos que nem sequer defendem a ficção do consentimento são mais comuns do que governos livres, e os seus súditos raramente questionam os seus direitos, exceto quando a tirania se torna demasiado opressiva." 
Sabine reviveu o conceito de seu status de mito político depois de Hume, referindo-se a Thomas Hill Green. Green escreveu que o governo exigia "não forçar" a administração. Conforme colocado por Sabine: "Mesmo o governo mais poderoso e mais despótico não consegue manter uma sociedade unida pela força pura; nessa medida, havia uma verdade limitada na velha crença de que os governos são produzidos por consentimento." 
De acordo com James Feibleman, o cumprimento da lei é evidência do consentimento dos governados: "Para que um sistema jurídico seja consistente, deve ser aplicável; e para que seja completo, deve ser compatível com as convicções fundamentais da maioria dos cidadãos. Dizer que existe entre eles uma ordem jurídica estabelecida significa que consentiram abertamente em ser governados desta forma. Tais crenças públicas estão incorporadas nas instituições, antes de mais nada na instituição do Estado, com a sua administração da lei." 
O consentimento dos governados, dentro do liberalismo social de T. H. Green, também foi descrito por Paul Harris: "As condições para a existência de uma sociedade política têm menos a ver com a força e o medo da coerção do que com o reconhecimento mútuo dos membros de um bem comum a si próprios e aos outros, embora possa não ser conscientemente expresso como tal. Assim, para que as condições para qualquer combinação civil desaparecessem através da resistência a um governo despótico ou da desobediência à lei, seria necessária uma convulsão tão desastrosa que seria improvável em todas as circunstâncias, excepto nas mais extremas, em que poderíamos concordar com Green que o preço seria demasiado Pagar caro, mas suficientemente raro para nos permitir reconhecer que normalmente haveria um dever moral de agir para derrubar qualquer Estado que não buscasse o bem comum." 

## Origens
"Consentimento dos governados" é uma frase encontrada na Declaração de Independência dos Estados Unidos de 1776, escrita por Thomas Jefferson. Usando um pensamento semelhante ao de John Locke, os fundadores dos Estados Unidos acreditavam em um Estado construído com base no consentimento de pessoas "livres e iguais" cidadãos; um estado concebido de outra forma não teria legitimidade e autoridade racional-legal. Isto foi expresso, entre outros lugares, no segundo parágrafo da Declaração de Independência: "Consideramos estas verdades evidentes por si mesmas, que todos os homens são criados iguais, que são dotados pelo seu Criador de certas qualidades inalienáveis Direitos, que entre estes estão a Vida, a Liberdade e a busca da Felicidade. Que para garantir esses direitos, os Governos são instituídos entre os Homens, derivando a sua justa poderes do consentimento dos governados, --Que sempre que qualquer forma de governo se tornar destrutiva desses fins, é direito do povo alterar ou aboli-lo e instituir um novo governo, estabelecendo suas bases em tais princípios e organizando seus poderes de tal forma que lhes pareça mais provável afetar sua segurança e felicidade." 
Na seção 6 da Declaração de Direitos da Virgínia, escrita em maio de 1776 e aprovada em junho, Fundador George Mason escreveu: "Que as eleições de membros para servirem como representantes do povo, em assembleia, devem ser livres; e que todos os homens, tendo provas suficientes de interesse comum permanente e apego à comunidade, têm direito ao sufrágio e não podem ser tributados ou privados de sua propriedade para uso público sem o seu próprio consentimento ou o de seus representantes. eleitos, nem vinculados por qualquer lei com a qual não tenham, da mesma forma, consentido, para o bem público." 
Embora o Congresso Continental no início da Revolução Americana não tinha autoridade legal explícita para governar, era delegada pelos estados com todas as funções de um governo nacional, como nomear embaixadores , assinando tratados, formando exércitos, nomeando generais, obtendo empréstimos da Europa, emitindo papel-moeda (ou seja, continentais) e desembolsando fundos. O Congresso não tinha autoridade para cobrar impostos e era obrigado a solicitar dinheiro, suprimentos e tropas dos estados para apoiar o esforço de guerra. Os estados individuais frequentemente ignoravam estes pedidos. 
Sobre a fonte de poder dos Congressos: "A nomeação dos delegados para ambos os congressos foi geralmente feita por convenções populares, embora em alguns casos por assembleias estaduais. Mas em nenhum dos casos o órgão de nomeação pode ser considerado o depositário original do poder pelo qual os delegados agiram; para as convenções eram "comitês de segurança" ou reuniões populares reunidas às pressas, incluindo apenas uma pequena fração da população a ser representada, e as assembleias estaduais não tinham o direito de entregar a outro órgão um átomo do poder que lhes havia sido concedido ou de criar um novo poder que deveria governar o povo sem a sua vontade. A fonte dos poderes do Congresso deve ser procurada unicamente no consentimento do povo, sem a qual toda resolução do Congresso, com ou sem a bênção de convenções populares ou legislaturas estaduais, teria sido uma mero tratado vazio e, como o congresso exerceu inquestionavelmente poderes nacionais, operando sobre todo o país, a conclusão é inevitável de que a vontade de todo o povo é a fonte do governo nacional nos Estados Unidos, mesmo desde a sua primeira aparição imperfeita no segundo congresso continental". 

## Tipos de consentimento

### Consentimento unânime
Uma questão fundamental é se o consentimento unânime dos governados é necessário; se assim for, isso implicaria o direito de secessão para aqueles que não querem ser governados por um determinado coletivo. Todos os governos democráticos hoje permitem que decisões sejam tomadas mesmo diante da dissidência de uma minoria de eleitores que, na opinião de alguns teóricos, é a única opção. ponto de vista, questiona se os referidos governos podem legitimamente reivindicar, em todas as circunstâncias, que agem com o consentimento dos governados. 

### Consentimento hipotético
A teoria do consentimento hipotético dos governados sustenta que a obrigação de alguém de obedecer ao governo depende se o governo é tal que se deve consentir com ele, ou se o povo, se colocado em um estado de natureza sem governo, concordaria com esse governo.  Esta teoria foi rejeitada por alguns estudiosos, que argumentam que, uma vez que o próprio governo pode cometer agressão, criar um governo para salvaguardar o povo da agressão seria semelhante ao povo, se tivesse a escolha de quais animais serão atacados, trocando "doninhas e raposas por um leão", uma troca que eles não fariam.  

### Consentimento fabricado
De acordo com Edward Bernays ao discutir relações públicas técnicas descritas em seu ensaio e livro The Engineering of Consent (1955), o público pode ser manipulado por seus desejos subconscientes de render votos a um candidato político. O consentimento assim obtido mina a legitimidade do governo. Bernays afirmou que “o princípio básico envolvido é simples, mas importante: se as opiniões do público devem controlar o governo, essas opiniões não devem ser controladas pelo governo”. Edward S. Herman e Noam Chomsky em seu livro, Manufacturing Consent (1988), desenvolveram um modelo de propaganda para o mídia de notícias nos Estados Unidos em que a cobertura de eventos atuais foi distorcido por corporações e pelo estado para fabricar o consentimento dos governados. 